# Ayanami (1929)
Ayanami (jap. 綾波 "Ukośne Fale")  – japoński niszczyciel typu Fubuki z okresu II wojny światowej. Okręt był pierwszą jednostką drugiej serii niszczycieli typu Fubuki, która określana była jako podtyp Ayanami. W 1942 roku wziął udział w bitwie pod Midway, uczestniczył też w Kampanii na Wyspach Salomona, podczas której został zatopiony w II bitwie pod Guadalcanalem.

## Historia
Stępkę pod budowę okrętu położono 20 stycznia 1928 w stoczni Fujinagata. Wodowanie nastąpiło 5 października 1929, wejście do służby – 30 kwietnia 1930. Główną modyfikacją w stosunku do poprzednich jednostek tego typu było zwiększenie kąta podniesienia dział artylerii głównej do 75 stopni, co miało ułatwić zwalczanie celów powietrznych.
19 grudnia 1941 "Ayanami" wraz z dwiema bliźniaczymi jednostkami wziął udział w zatopieniu holenderskiego okrętu podwodnego  O-20. W marcu okręt zabezpieczał siły inwazyjne atakujące Andamany. W czerwcu 1942 ochraniał japońskie siły główne uczestniczące w bitwie pod Midway.
14 listopada 1942 "Ayanami" uczestniczył w II nocnej bitwie pod Guadalcanalem. W początkowej fazie bitwy wziął udział w zatopieniu dwóch amerykańskich niszczycieli: USS "Walke" i USS "Preston". Podczas tego starcia ciężkich uszkodzeń doznały niszczyciele USS "Benham" i USS "Gwin". Podczas walki "Ayanami" lekko uszkodził pancernik USS "South Dakota". W tym czasie okręt został ostrzelany przez pancernik USS "Washington", w wyniku czego doznał poważnych uszkodzeń, a z jego załogi zginęło 40 osób. Opuszczony okręt został dobity jedną torpedą wystrzeloną z niszczyciela "Uranami".
W lipcu 1992 wrak okrętu został odkryty przez Roberta Ballarda na głębokości 700 metrów.